# Dennis Skinner
Dennis Edward Skinner (Clay Cross, 11 de fevereiro de 1932) é um político trabalhista britânico. Foi Membro do Parlamento do Reino Unido de 1970 a 2019, representando Bolsover. É conhecido por suas visões de esquerda e por seu humor mordaz.